# Деревня-Иван
Деревня-Иван — деревня в Тейковском районе Ивановской области. Входит в состав Нерльского городского поселения.

## География
Деревня находится в юго-западной части Ивановской области, в зоне хвойно-широколиственных лесов, на расстоянии примерно 26 километров (по прямой) на юг от города Тейково, административного центра района.

### Климат
Климат характеризуется как умеренно континентальный, с умеренно холодной многоснежной зимой и тёплым летом. Средняя температура воздуха самого холодного месяца (января) — −11,6 °C (абсолютный минимум — −46 °C); самого тёплого месяца (июля) — 18,4 °C (абсолютный максимум — 35 °C). Безморозный период длится около 126 дней. Годовое количество атмосферных осадков составляет 560—615 мм, из которых большая часть выпадает в тёплый период.

## История
Деревня уже была известна в 1840 году. В 1859 году здесь (тогда деревня в составе Суздальского уезда Владимирской губернии) был учтен 51 двор.

## Население
| 1859 | 1905 | 2010 |
| ---- | ---- | ---- |
| 327  | ↗453 | ↘14  |

### Историческая численность населения
Постоянное население составляло 327 человек (1859 год), 5 в 2002 году (русские 100 %), 14 в 2010.

## Инфраструктура
Личное подсобное хозяйство с зоной сельскохозяйственного использования, индивидуальная застройка усадебного типа.

## Транспорт
Просёлочные дороги.